# Салтыков, Михаил (легкоатлет)
Михаи́л Салтыко́в (род. 1925, Минск) — советский легкоатлет, специализировавшийся в беге на 3000 метров с препятствиями и кроссе. Участник летних Олимпийских игр 1952 года в Хельсинки. Серебряный призёр Студенческих игр 1951 года в Берлине и бронзовый призёр Студенческих игр 1955 года в Варшаве. Чемпион (1948), серебряный (1949—1953) и бронзовый (1955) призёр чемпионатов СССР. Мастер спорта СССР (1948).

## Биография
Родился в 1925 году в Минске.
Окончил Белорусский государственный институт физкультуры в 1951 году.
Отличался своей выносливостью.

Его называли «королем терпения». Он умирал с первого круга. Мучился, потел, стонал, но побеждал.— Пётр Болотников

## Результаты

### Соревнования
предварительные забеги
| Год  | Соревнование      | Город     | Дистанция  | Дата         | Результат        | Место         | Видео/Фото/ Кинограмма |
| ---- | ----------------- | --------- | ---------- | ------------ | ---------------- | ------------- | ---------------------- |
| 1951 | Студенческие игры | Берлин    | 3000 м с/п | 15 августа   | 8.57,6           | II            |                        |
| 1952 | Олимпийские игры  | Хельсинки | 3000 м с/п | 23 июля      | 8.55,8 (8.56,05) | 2 Q (забег 3) |                        |
| 1952 | Олимпийские игры  | Хельсинки | 3000 м с/п | 25 июля      | 8.56,2 (8.56,47) | 7             |                        |
| 1955 | Студенческие игры | Варшава   | 3000 м с/п | 1—14 августа | 9.01,2           | III           |                        |

| Год  | Город       | Дистанция  | Дата                    | Результат | Место |
| ---- | ----------- | ---------- | ----------------------- | --------- | ----- |
| 1948 | Харьков     | 3000 м с/п | 9 сентября              | 9.21,4    |       |
| 1948 | Симферополь | кросс 8 км | 24 октября              | 25.14,8   | I     |
| 1949 | Москва      | 3000 м с/п | 6 сентября              | 9.17,6    | II    |
| 1950 | Киев        | 3000 м с/п | 20 сентября             | 9.14,6    | II    |
| 1951 | Минск       | 3000 м с/п | 26 августа — 1 сентября | 9.02,8    | II    |
| 1952 | Ленинград   | 3000 м с/п | 24—30 августа           | 9.08,8    | II    |
| 1953 | Москва      | 3000 м с/п | 23—25 августа           | 8.54,6    | II    |
| 1955 | Тбилиси     | 3000 м с/п | 13—17 ноября            | 8.56,8    | III   |

### Рекорды Белоруссии
| Результат | Город    | Дата                | Видео/Фото/ Кинограмма |
| --------- | -------- | ------------------- | ---------------------- |
| 8.52,8    | Будапешт | 19—20 сентября 1953 |                        |
| 8.52,4    | Москва   | 25—26 июня 1955     |                        |

### Комментарии
1. ↑  Белоруссии